# Edward Zielski

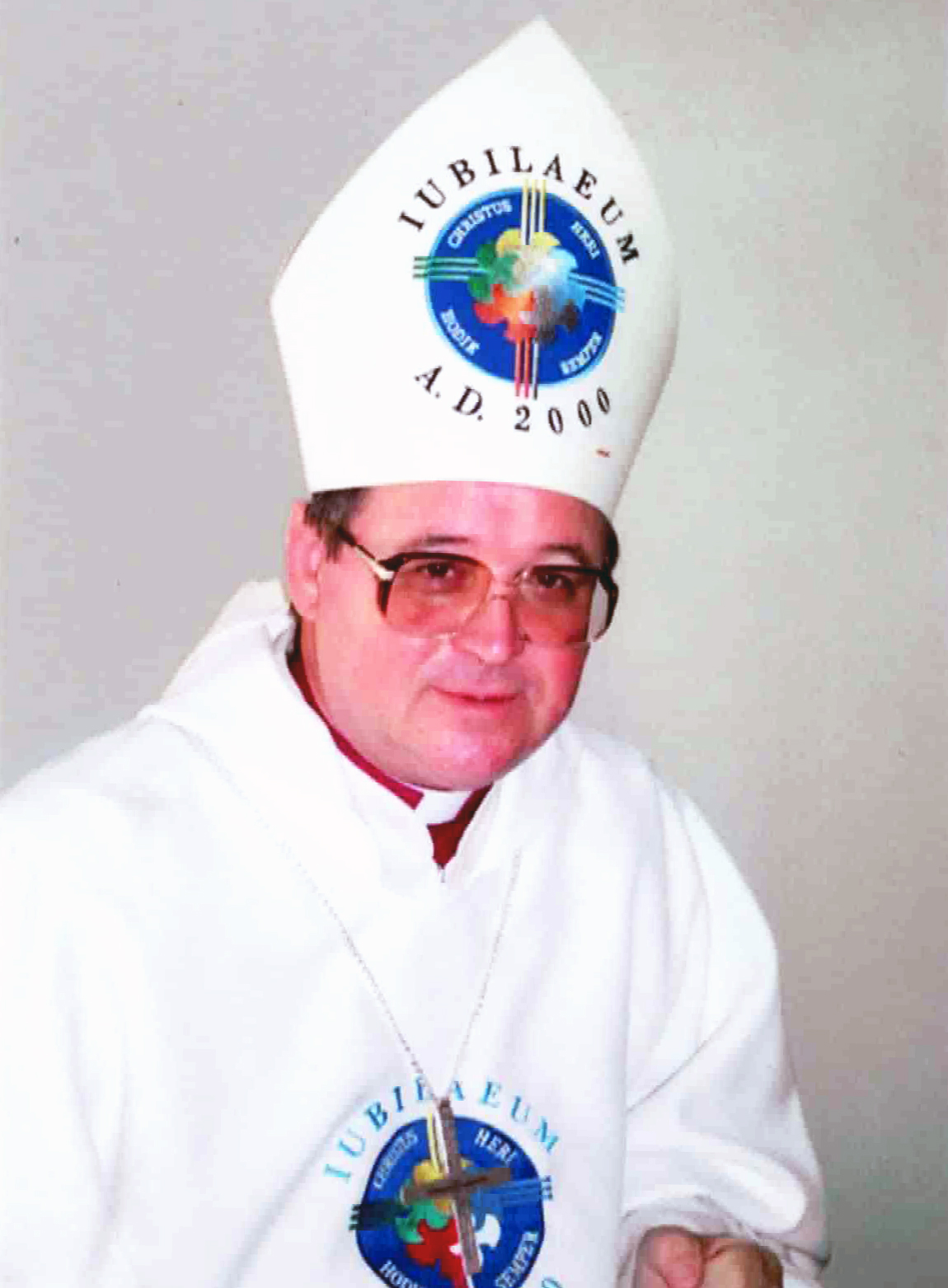
Bischof Edward Zielski (2013)

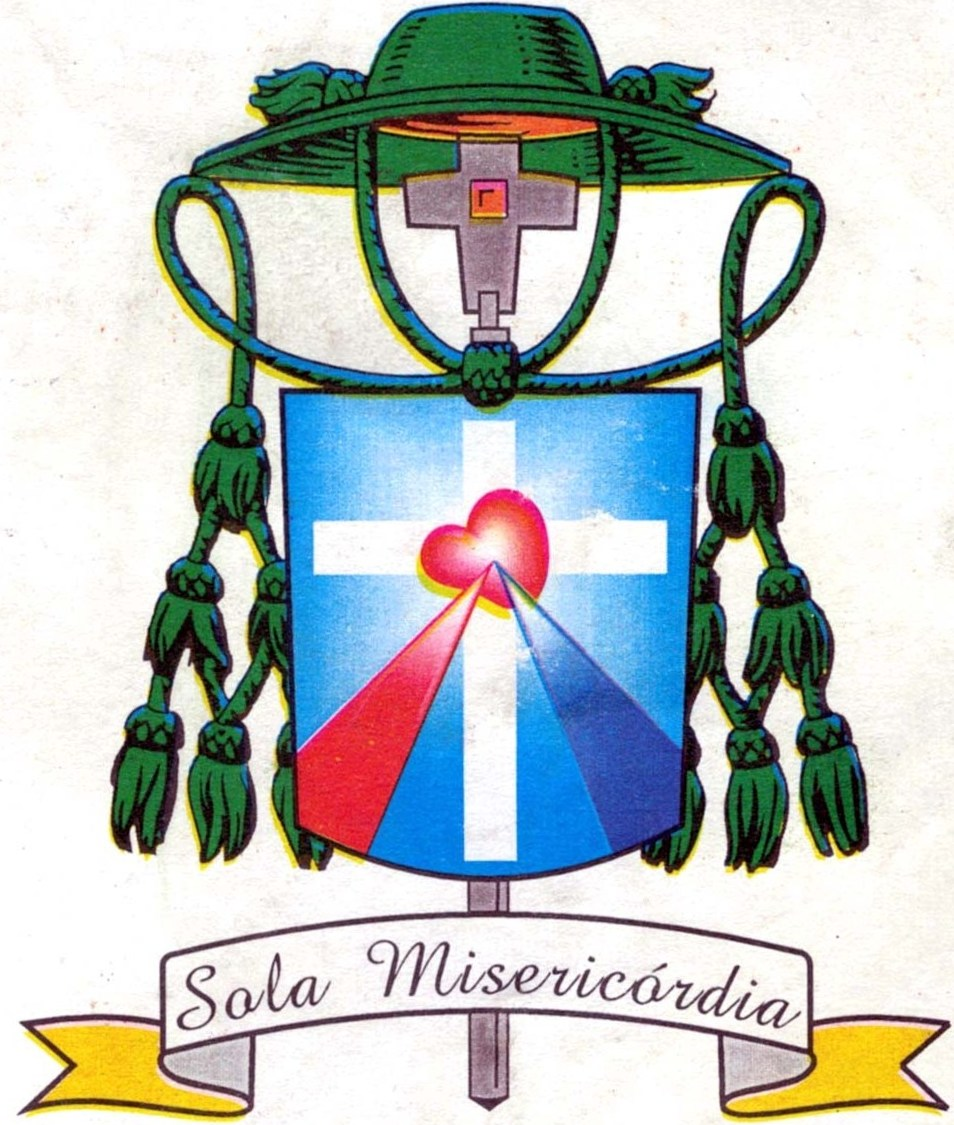
Bischofswappen von Edward Zielski

Edward Zielski (portugiesisch Eduardo Zielski, * 12. Februar 1947 in Brodnica, Polen) ist ein polnischer Geistlicher und emeritierter römisch-katholischer Bischof von São Raimundo Nonato in Brasilien.

## Leben
Edward Zielski studierte ab 1965 Philosophie und Katholische Theologie am Priesterseminar in Chełmno. Am 21. Mai 1972 spendete ihm der Weihbischof in Chełmno, Bernard Czapliński, das Sakrament der Priesterweihe für das Bistum Chełmno.
Zielski war nach der Priesterweihe zunächst als Pfarrvikar der Pfarreien Heilig Kreuz in Osie (1972–1974) und Unsere Liebe Frau vom Rosenkranz in Gdynia (1974–1980) tätig. 1980 wurde er als Fidei-Donum-Priester nach Brasilien entsandt, wo er in der Pfarrei Cristo Rei in Blumenau wirkte. Von 1983 bis 1985 war er Pfarrer der Stadtpfarrei in Irecê und von 1985 bis 1990 Pfarrer der dortigen Kathedrale São Domingos sowie von 1990 bis 1997 Pfarrer der Pfarrei Santo Antônio de Pádua in Ibimirim im Bistum Floresta. Papst Johannes Paul II. verlieh ihm am 31. Juli 1995 den Ehrentitel Päpstlicher Ehrenkaplan. Ab 1997 war Zielski Pfarrer der Pfarrei Nossa Senhora da Saúde in Tacaratu.
Am 2. Februar 2000 ernannte ihn Papst Johannes Paul II. zum Bischof von Campo Maior. Die Bischofsweihe spendete ihm der Bischof von Itabuna, Czesław Stanula CSsR, am 7. Mai desselben Jahres in der Kathedrale Santo Antônio in Campo Maior; Mitkonsekratoren waren Abel Alonso Núñez OdeM, emeritierter Bischof von Campo Maior, und Jan Szlaga, Bischof von Pelplin. Zielski wählte den Wahlspruch Só a Misericordia („Nur die Barmherzigkeit“).
Papst Franziskus bestellte ihn am 2. März 2016 zum Bischof von São Raimundo Nonato. Die Amtseinführung fand am 2. April desselben Jahres statt. Zudem fungierte Zielski in der Region Nordeste 4 der Brasilianischen Bischofskonferenz als verantwortlicher Bischof für die biblische Katechese.
Am 19. Juli 2023 nahm Papst Franziskus das von Edward Zielski aus Altersgründen vorgebrachte Rücktrittsgesuch an.